# The Floor Below (film, 1918)
The Floor Below est un film américain réalisé par Clarence G. Badger et sorti en 1918. Une copie a été retrouvée dans les archives néerlandaises.

## Synopsis
Patricia O'Rourke, une fille intelligente pleine de verve, risque de perdre son emploi dans le journal pour lequel elle travaille, à cause de son attitude qui exaspère une collègue, victime de ses farces. Stubbs, le rédacteur en chef lui confie alors la tâche d'aller enquêter sur Hunter Mason, un millionnaire qui semble être impliqué avec le secrétaire Monty Latham et la Hope Mission, une maison de charité, dans une série de braquages mystérieux.

## Fiche technique
- Réalisation : Clarence G. Badger
- Scénario : Elaine Sterne Carrington (en)
- Production : Samuel Goldwyn
- Photographie : Oliver T. Marsh
- Durée : 60 minutes (6 bobines)
- Date de sortie :
  - États-Unis : 10 mars 1918

## Distribution
- Mabel Normand : Patricia O'Rourke
- Tom Moore : Hunter Mason
- Helen Dahl : Louise Vane

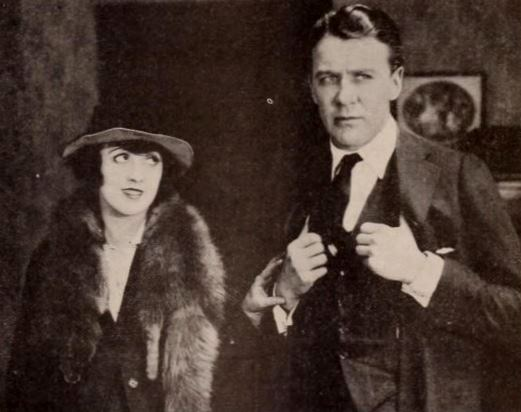
Mabel Normand et Tom Moore.

- Wallace McCutcheon, Jr. : Monty Latham
- Lincoln Plumer : Uncle Amos
- Charlotte Granville : Mrs. Mason
- Romaine Callender : Ziegler
- Louis R. Grisel : Stubbs
- Willard Dashiell : Managing Editor
- Tex Charwate
- William Black
- Lorraine Harding (d'après IMDb)
- Herbert Rawlinson  (d'après silentera.com)